# John Hales (Politiker)

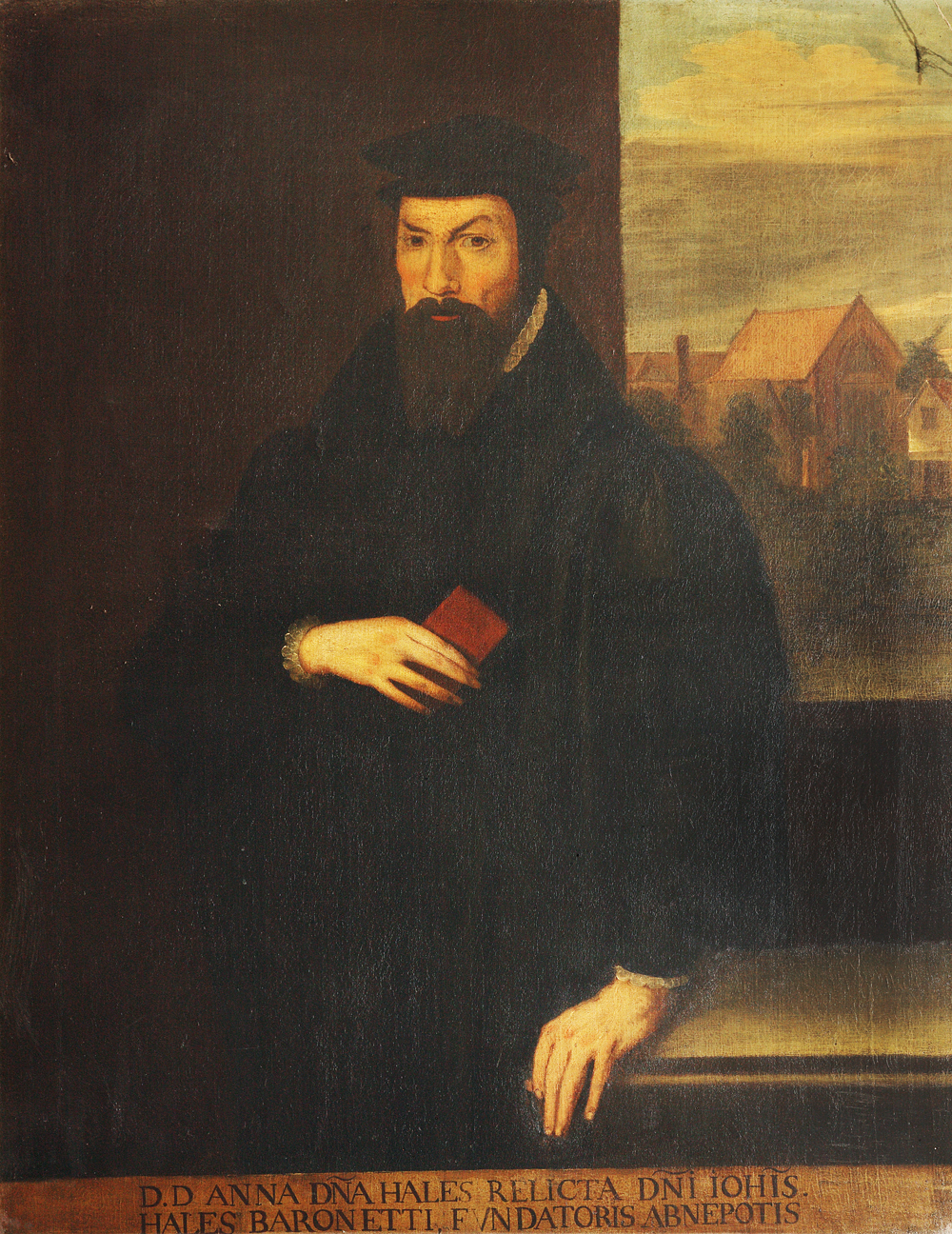
John Hales

John Hales (* um 1516; † 26. oder 28. Dezember 1572) war ein englischer Schriftsteller und Politiker zur Zeit der Tudors.

## Familie
John Hales war ein Sohn des Thomas Hales, Gutsherr von Hales Place in Halden, Kent, aus dessen Ehe mit der Tochter eines Gutsherrn aus Trefoy in Cornwall. Er hatte vier Brüder und eine Schwester:
- John Hales, der ohne Nachkommen starb
- Christopher Hales, heiratete Mary Lucy, die Tochter William Lucys, Esq., und Anne Fermors und Schwester Thomas Lucys.[3]
- Bartholomew Hales († 1599), Esq., heiratete Mary Harper, Tochter George Harpers († 12. Dezember 1558) und seiner ersten Frau, Lucy Peckham († 31. Juli 1552), Tochter Thomas Peckhams.[4]
- Stephen Hales († 27. März 1574), Esq., Mitglied der Londoner Schneiderzunft, Leiter 1557, 1564 und 1565, einer der vier Gründer Merchant Taylors’ School Northwood,[5] heiratete zuerst Amy Morison, Tochter Thomas Morisons und Schwester Richard Morisons,[6] und später, vor 1561, Bridget Over, Witwe John Nethermills und Tochter Henry Overs.
- Mildred Hales († 1596), heiratete Thomas Docwra († 1602),[7] ihr Sohn, Thomas Docwra, heiratete Jane Peryam, Tochter William Peryams.[8]

## Unter Heinrich VIII.

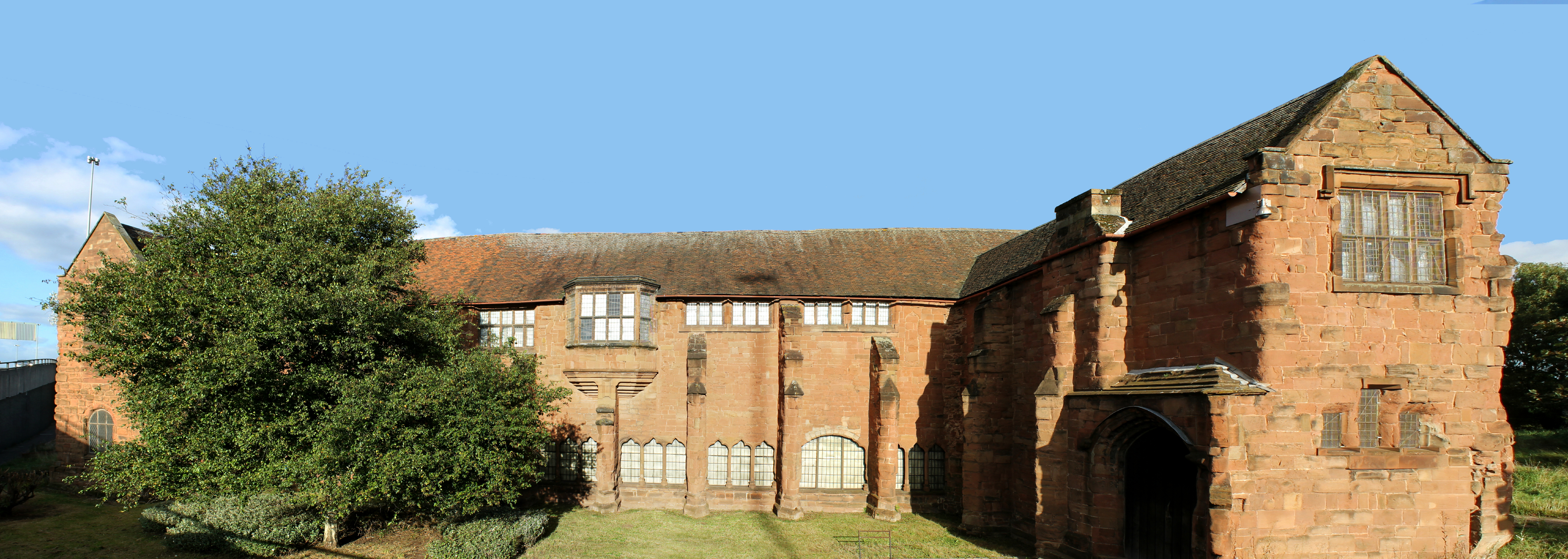
Residenz John Hales’ heute

Nach Ben Lowes Artikel im Oxford Dictionary of National Biography besuchte Hales vielleicht die Universität Oxford, aber lehrte sich Latein, Griechisch, Hebräisch und das Recht weitgehend selbst. Danach war er bei Christopher Hales, später Master of the Rolls, nach neun Jahren quittierte er auf eigenen Wunsch seinen Dienst dort. Um 1535 war er bei Thomas Cromwell angestellt. 1537 wurde er Gerichtsschreiber bei John Gostwick und um 1541 Vertreter des Clerk of the Hanaper, Ralph Sadler. 1545 wurden Hales und Sadler gemeinsam berufen. Nach Bindoff  (siehe Abschnitt „Literatur“) zeigen Aufzeichnungen, Hales habe die Hauptlast der Arbeit getragen und habe zusätzlich Sadler bei seinen Pflichten als Teil des königlichen Haushalts, als Master of the Great Wardrobe, unterstützt.
Am 6. Juni 1540, während der Auflösung der englischen Klöster, kaufte Hales von Richard Morison die frühere Priory of St Mary Without Bishopsgate in London für 500 Pfund Sterling und am 16. Dezember 1544 von Ralph Sadler das frühere Kloster Whitefriars in Coventry für 83 Pfund, 12 Schilling und 6 Pfennig. Hales wandelte einen Teil von Whitefriars in eine Residenz um und eröffnete im vorherigen Chor ein Gymnasium. 1545 wurde ihm die Erlaubnis erteilt, diese freie Schule als König-Heinrich-VIII.-Schule im früheren St John’s Hospital in Coventry zu errichten.

## Unter Eduard VI.
Nach König Eduards VI. Thronbesteigung 1547 wurde Hales zum Justice of the Peace von Middlesex und Warwickshire ernannt und wurde als Abgeordneter für das Borough Preston Mitglied des House of Commons.
Hales unterstützte die wirtschaftspolitischen Strategien des neuen Königs Onkels, Edward Seymour. Hales war vor allem gegen Einhegungen von Land und soll deren Abschaffung am meisten gefordert haben. Jedoch scheiterte er daran, einige Sanierungsmaßnahmen im Parlament beschließen zu lassen. Als Seymour im Oktober 1549 entmachtet wurde, wurde Hales im Tower inhaftiert, wahrscheinlich aufgrund seiner Unterstützung Seymours. 1550 wurde er freigelassen, gab seine Ländereien an seinen Bruder, Stephen, und an Ralph Sadler und erhielt am 2. Februar 1551 die Erlaubnis, England als Begleiter Richard Morisons, der als Botschafter zu Kaiser Karl V. gesandt wurde, zu verlassen.

## Exil
Hales lebte in Deutschland mit seinem Bruder Christopher vornehmlich in Frankfurt am Main, bis Elisabeth I. den Thron bestieg. Währenddessen befreundete er sich mit Johannes Sturm.

## Unter Elisabeth I.
Ab Januar 1559 war Hales wieder in England und nahm seine Tätigkeit als Clerk of the Hanaper wieder auf. Von 1563 bis 1567 war als Abgeordneter für das Borough Lancaster Mitglied des House of Commons.
Hales verlor jedoch königliche Gunst, weil er eine Schrift namens A Declaration of the Succession of the Crowne Imperiall of Inglande verfasste, worin er den Anspruch auf den Thron der Nachkommen der jüngeren Schwester König Heinrichs VIII., Mary stützte. Marys Enkeltochter Catherine Grey hatte heimlich Edward Seymour geheiratet, Königin Elisabeth ließ beide verhaften. Hales vertrat die Position, dass Grey Thronerbin sein sollte, die Königin ohne Nachfahren sterben sollte. Hales wurde daraufhin verhaftet.
Mit William Cecils Hilfe wurde Hales 1566 aus dem Gefängnis entlassen, blieb aber die nächsten vier Jahre unter Hausarrest.

## Tod und Erbe
Hales’ Todesdatum ist nicht genau bekannt. Nach Bindoff starb er am 26. Dezember 1572, nach Lowe aber zwei Tage später am 28. Dezember. Er wurde in der Kirche St Peter le Poer in der Broad Street, London, bestattet.
Hales heiratete nie und vererbte seinem Neffen John, Sohn seines Bruders Christopher, den Großteil seines Besitzes.

## Werke
Hales schrieb Highway to Nobility um 1543, auch schrieb er Introductiones ad grammaticum (lateinisch für „Einführungen zur Grammatik“) für seine neugegründete Schule. 1543 veröffentlichte er Precepts for the Preservation of Health (englisch für „Vorschriften zur Erhaltung der Gesundheit“), eine Übersetzung eines Werkes des Plutarch.
John Hales schrieb 1549 ein Essay über „drei Gespräche über die in der Bevölkerung verbreiteten Klagen“. Die Schrift wurde erst 1581 von William Stafford veröffentlicht, der eine Zeitlang als ihr Verfasser galt. Aber nach Elizabeth Lamonds sorgfältiger Untersuchung wurde die anonym mit W.S. gezeichnete Abhandlung 1549 von Hales geschrieben. Auch Rudolf Hilferding schreibt: „Als Verfasser wurde lange Zeit hindurch William Stafford betrachtet. Neuere Untersuchungen machen es aber fast sicher, dass die Schrift bereits 1549 von einem gewissen John Hales verfasst ist.“ Die Diskussion in Hales Schrift zwischen einem Ritter, einem Kaufmann, einem Landmann und einem Doktor – dem Verfasser – drehte sich um die drei wirtschaftlichen Hauptübel, die England befallen hatten: hohe Preise, Arbeitslosigkeit und sinkende Renten. Hales sah die Ursachen für die Missstände in der anhaltenden Münzverschlechterung, der Verringerung des inneren Wertes des Geldes.
Er bezeichnet das Geld als den „Speicher für jegliche Ware, die man begehrt“ und fordert, Edelmetalle zu beschaffen und anzuhäufen, um die allgemeine Wohlfahrt zu erhöhen. Dazu sollten die Einfuhr ausländischer Güter, der Edelmetallexport und die Ausfuhr einheimischer Rohstoffe, besonders Wolle, eingeschränkt werden. Hales’ Darstellung der wirtschaftlichen Verhältnisse in England um die Mitte des 16. Jahrhunderts enthält die ausgebildete monetaristische Wirtschaftstheorie und ist die „tiefstschürfende Analyse, die zur damaligen Zeit möglich war.“